# Karl Hauschildt
Karl Hauschildt (* 28. Februar 1920 in Kiel; † 17. Juni 2009 in Neumünster) war ein evangelisch-lutherischer Geistlicher und langjähriger Propst in Neumünster, der auch als Buchautor hervortrat.

## Leben und Wirken
Als Kind von Eckernförder Eltern in Kiel geboren wuchs Hauschildt in Ellerbek auf. In der Familie wurde nur Niederdeutsch gesprochen, so dass der Knabe Hochdeutsch erst in der Schule nach eigenem Bekunden unter großen Schwierigkeiten „fast wie eine Fremdsprache“ lernte.
Direkt nach dem Abitur 1938 an der Oberrealschule zu Wellingdorf nahm er das Theologiestudium auf, konnte es jedoch aufgrund des Zweiten Weltkrieges erst 1947 abschließen. Kurzzeitig im Schwarzwald im Kirchendienst kehrte er zurück nach Schleswig-Holstein und war als Assistent an der Kieler Universität, Religionslehrer und von 1948 bis 1953 Pastor in Einfeld tätig. Danach wurde Hauschildt als Referent für Erziehung und Unterricht in das Landeskirchenamt der schleswig-holsteinischen Landeskirche berufen. Mit der Ausgliederung des Katechetischen Amtes wurde er später Leiter desselben. Als Oberlandeskirchenrat in Kiel wurde er 1966 zum Propst gewählt und wirkte seitdem in Neumünster.
Daneben arbeitete er im Vorstand der Breklumer Mission mit. 1972 wurde er in den Vorstand des Nordelbischen Missionszentrums gewählt, dessen langjähriger Vorsitzender (bis 1993) er 1975 wurde.
Hauschildt gründete 1967 die „Kirchliche Sammlung um Bibel und Bekenntnis in der nordelbischen Kirche“ und war ab 1999 deren Ehrenvorsitzender. Von 1986 bis 1992 war er Vorsitzender der Konferenz Bekennender Gemeinschaften in den Evangelischen Kirchen Deutschlands.
Der niederdeutschen Sprache blieb der Doktor der Theologie verpflichtet. So wiederbelebte er bereits ab 1956 „Predigten auf Platt“ und arbeitete ab 1971 mit dem NDR zusammen an plattdeutschen Morgenandachten, die ihn einem noch breiteren Kreis bekannt machten. Neben seinen Fachveröffentlichungen entstanden zahlreiche belletristische Bücher in niederdeutscher Sprache sowie eine Mundartschallplatte.

## Veröffentlichungen
- Die Christusverkündung im Weihnachtslied unserer Kirche. Eine theologische Studie zur Liedverkündigung, Berlin 1952.
- mit Johannes Schröder: Arbeitshilfen für die Unterweisung der Konfirmanden, Neumünster 1955.
- Konfirmation ganz anders. Die evangelische Konfirmation in Erziehung und Unterricht unserer Kirche, Kiel 1958.
- Helfer im Kindergottesdienst, Kiel 1961.
- mit Hellmut Heeger: Der Reformationstag in Kirche und Schule, Itzehoe 1964.
- Zeichen denen widersprochen wird. Eine Hilfe zum Verständnis der Wunder (Glauben und Leben), Bad Salzuflen 1965.
- mit Illa Hahn/Helmut Hild/Walter Wiese: Kindergottesdienst heute. Handbücherei für Kindergottesdiensthelfer, Gütersloh 1967.
- Speelen, Breklum 1974.
- Bejahtes Leben und Sterben. Gedanken zu den sieben Steintafeln auf dem Friedhof Neumünster, Neumünster 1975.
- As en Boom (= Plattdüütsche Heften ut Breklum 6), Breklum 1978.
- Besinn di mol! Mit Propst Hauschildt ut Niemünster, Kiel 1981, DNB 900327332.
- Vun Minsch to Minsch, Kiel 1982.
- Vun em un ehr, Kiel 1988.
- mit Wolfhart Schlichting: Gott gibt uns Atem - durch Sein heiliges Wort, 1988.
- Mit Klaus Motschmann: Die Kirche und der Sozialismus, 1990.
- 24 Thesen zu: Familie heute - mit Gottes Hilfe, 1994.
- Hans Asmussen (1898–1968). Ein lutherischer Theologe im Kirchenkampf. Erinnerungen und Vermächtnis, Hamburg 1998.